# Manuel Dondé
Manuel Dondé (San Francisco de Campeche, 5 de junio de 1906-Ciudad de México, 27 de mayo de 1976) fue un actor mexicano, además de director de casting. Es más conocido por sus papeles en El tesoro de Sierra Madre (1948), Cuatro contra el mundo (1950) y Enamorada (1946). Estuvo casado con Yolanda Soto Reyes y María de Dominicis.
.

## Filmografía
- La llorona (1933)
- Soulless Women (1934) - Policía
- El bastardo (1937)
- La mancha de sangre (1937)
- El derecho y el deber (1938) - Antonio
- The Girls Aunt (1938) - Lechero
- El cobarde (1939) - (no acreditado)
- El cementerio de las águilas (1939) - Sirviente (no acreditado)
- La China Hilaria (1939) - Pueblerino (no acreditado)
- Hombres del aire (1939)
- Los olvidados de Dios (1940) - Presidiario
- Los de abajo (1940) - Soldado federal desertor (no acreditado)
- Allá en el Trópico (1940)
- El charro Negro (1940) - Hombre en cantina (no acreditado)
- El jefe máximo (1940)
- Hombre o demonio (1940)
- Con su amable permiso (1940) - Empleado del periódico (no acreditado)
- El Zorro de Jalisco (1941) - Chofer (no acreditado)
- Creo en Dios (1941)
- Ni sangre ni arena (1941) - Miembro de cuadrilla (no acreditado)
- Adios mi chaparrita (1941) - Vaquero
- El rápido de las 9.15 (1941) - Don Rodrigo (no acreditado)
- Amor chinaco (1941)
- El gendarme desconocido (1941) - Amigo vagabundo (no acreditado)
- La gallina clueca (1941) - Empleado de Ángel (no acreditado)
- ¿Quién te quiere a ti? (1942) - Amigo de Milagros (no acreditado)
- El barbero prodigioso (1942) - Pueblerino (no acreditado)
- Allá en el bajio (1942) - (no acreditado)
- Jesús de Nazareth (1942) - Testigo contra Jesús (no acreditado)
- Seda, sangre y sol (1942) - Espectador en estadio (no acreditado)
- El conde de Montecristo (1942) - (no acreditado)
- Virgen de medianoche (1942)
- Caballería del imperio (1942)
- Simón Bolívar (1942) - Piar
- La venganza del Charro Negro (1942) - Hombre en cantina
- Los tres mosqueteros (1942) - Capitán (no acreditado)
- La virgen que forjó una patria (1942) - Sr. Azteca (no acreditado)
- El Peñón de las Ánimas (1943) - Macario
- El circo (1943) - (no acreditado)
- La posada sangrienta (1943) - Orejano, mesero (no acreditado)
- Morenita clara (1943) - Roque, mayordomo
- Flor silvestre (1943) - Úrsulo Torres
- Tierra de pasiones (1943) - Rebelde (no acreditado)
- Santa (1943) - Cliente de burdel (no acreditado)
- El misterioso señor Marquina (1943)
- Doña Bárbara (1943) - Carmelito López
- El rayo del sur (1943) - Valerio Trujano
- El hombre de la máscara de hierro (1943)
- Distinto amanecer (1943) - Gunman
- Una carta de amor (1943) - Soldado
- Divorciadas (1943) - Abogado
- Caminito alegre (1944) - Señor (no acreditado)
- La vida inútil de Pito Pérez (1944) - Capitán (no acreditado)
- Miguel Strogoff (1944) - Tártaro
- Como todas las madres (1944)
- La corte de Faraón (1944)
- Balajú (1944)
- El rey se divierte (1944)
- Rosa de las nieves (1944)
- Sota, caballo y rey (1944) - Tuerto
- Amok (1944) - Indígena (no acreditado)
- Entre hermanos (1945)
- Nosotros (1945) - Marcelo (no acreditado)
- Corazones de México (1945)
- Canaima (1945) - Cauchero (no acreditado)
- La pajarera (1945) - Charol
- Un día con el diablo (1945)
- Caminos de sangre (1945) - Pedro Gómez (no acreditado)
- La selva de fuego (1945) - Tuxpeño
- Sinfonía de una vida (1946)
- Su última aventura (1946) - Hombre que pelea con Raúl (no acreditado)
- El ahijado de la muerte (1946) - José
- La otra (1946) - Aguilar, policía
- Enamorada (1946) - Fidel Bernal
- Cuando lloran los valientes (1947) - Soldado
- Mujer (1947) - Detective de policía (no acreditado)
- Los cristeros (1947) - (no acreditado)
- El tesoro de Sierra Madre (1948) - El Jefe
- Río Escondido (1948) - El Rengo, esbirro de Regino
- El muchacho alegre (1948) - Sabino
- Algo flota sobre el agua (1948) - El zurdo
- Revancha (1948) - Gilberto Acosta
- Maclovia (1948) - Comisario (no acreditado)
- Se la llevó el Remington (1948) - Santos
- Hermoso ideal (1948) - Charro (no acreditado)
- La norteña de mis amores (1948)
- La vorágine (1949)
- Medianoche (1949) - Melquiades
- Ahí viene Vidal Tenorio (1949)
- Pueblerina (1949) - Rómulo
- Rayito de luna (1949) - Tuerto
- La malquerida (1949) - Juez de acordada
- El rencor de la tierra (1949)
- Callejera (1949) - Fidel Juárez
- La posesión (1950) - Don Santiago, presidente municipal
- Cuatro contra el mundo (1950) - El Lagarto
- La mujer que yo amé (1950) - Cliente cantina
- La edad peligrosa (1950) - Pedro Martínez
- Tacos joven (1950)
- El Cristo de mi Cabecera (1951) - Santiago
- Bodas de fuego (1951) - Pánfilo
- María Montecristo (1951) - Lic. Suárez
- Dicen que soy comunista (1951) - Camarada Palomera
- El suavecito (1951) - Esbirro del nene
- ¡Todos son mis hijos! (1951) - Román
- Con todo el corazón (1952) - Señor Ramírez
- Dos caras tiene el destino (1952) - Chiclero enfermo
- El mártir del calvario (1952) - Lázaro
- Pasionaria (1952) - Prisionero
- Subida al cielo (1952) - Eladio González
- Carne de presidio (1952) - El llorón
- Por ellas aunque mal paguen (1952) - El Cacomixtle
- El genial detective Peter Pérez (1952)
- El cuarto cerrado (1952)
- Misericordia (1953) - Yuco
- Él (1953) - Pablo
- Frontera norte (1953)
- La perversa (1954) - Fiscal
- Reto a la vida (1954) - Empleado (no acreditado)
- Garden of Evil (1954) - Cantina Waiter (no acreditado)
- El joven Juárez (1954) - Tío Bernardino
- La entrega (1954) - Doctor Medina (no acreditado)
- Si volvieras a mi (1954)
- El río y la muerte (1954) - Zósimo Anguiano
- ¡Vaya tipos! (1955)
- El pueblo sin Dios (1955) - Jugador
- La mujer X (1955) - Leonardo
- La vida no vale nada (1955) - Carmelo
- Ensayo de un crimen (1955) - Coronel en boda
- Secreto profesional (1955) - Ernesto
- Abajo el telón (1955) - Detective de policía (no acreditado)
- Los tres Villalobos (1955) - El tuerto
- The Last Frontier (1955) - Red Cloud (no acreditado)
- La culpa de los hombres (1955) - Lorenzo
- El fantasma de la casa roja (1956) - Pedro Satan, administrador
- Los gavilanes (1956) - Esbirro que asesina a José María
- La escondida (1956) - Tuerto (no acreditado)
- La mort en ce jardin (1956) - Operador de telégrafo (no acreditado)
- Policías y ladrones (1956) - Esbirro de Chocholoco
- Amor y pecado (1956) - Agustín, padre Miguel
- La huella del chacal (1956) - (no acreditado)
- Encrucijada (1956)
- Las medias de seda (1956) - Capataz
- Los amantes (1956)
- Juventud desenfrenada (1956) - Abortista
- Legítima defensa (1957) - Agente ministerio público II
- Asesinos de la noche (1957) - El chueco
- Morir de pie (1957)
- Un mundo nuevo (1957)
- El pantano de las ánimas (1957) - Don Nacho Mendoza
- La justicia del gavilán vengador (1957)
- Secuestro diabolico (1957)
- Tu hijo debe nacer (1958) - Pedro, chofer
- Cabaret trágico (1958) - Mesero
- El látigo negro' (1958) - El Moncho
- Un vago sin oficio (1958)
- El rayo de Sinaloa (La venganza de Heraclio Bernal) (1958) - Gonzalo Cárdenas
- La rebelión de la sierra (1958) - Gonzalo Landeros
- Raffles (1958) - Don Teófilo (no acreditado)
- La odalisca n.º 13 (1958) - (no acreditado)
- El hombre que logró ser invisible (1958)
- Pulgarcito (1958) - Matías
- Ando volando bajo (1959)
- México nunca duerme (1959) - Caimán
- Sonatas (1959) - Campesino
- Los tigres del ring (1960)
- El tesoro de Chucho el Roto (1960) - Federico Hinojosa
- Calibre 44 (1960) - Pancho, bandido (no acreditado)
- Macario (1960) - Enviado de la inquisicion (no acreditado)
- El impostor (1960) - Esbirro de Navarro
- El toro negro (1960) - Presidente municipal
- Luciano Romero (1960) - El tuerto, esbirro de Heraclio
- El gato (1961)
- Ellas también son rebeldes (1961) - Agente policía
- Limosneros con garrote (1961) - Dueño de patín de ruedas
- En carne propia (1961) - Velador ladrón
- Ay Chabela...! (1961)
- Juana Gallo (1961) - General Antonio Dávila (no acreditado)
- Suicídate, mi amor (1961) - Señor juez
- La maldición de Nostradamus (1961) - Dr. Camarena
- Escuela de valientes (1961) - Hombre en cantina (no acreditado)
- Barú, el hombre de la selva (1962)
- Martín Santos el llanero (1962)
- Qué perra vida (1962) - El Picaflectos (no acreditado)
- Espiritismo (1962) - Espiritualista (no acreditado)
- Nostradamus y el destructor de monstruos (1962) - Miembro de la comisión (no acreditado)
- El centauro del norte (1962)
- La moneda rota (1962)
- Cazadores de asesinos (1962) - (no acreditado)
- La pantera de Monte Escondido (1962) - (no acreditado)
- Los falsos héroes (1962)
- ¡En peligro de muerte! (1962) - Indio
- Nostradamus, el genio de las tinieblas (1962) - Dr. Camarena
- Tlayucan (1962) - Mendigo ciego
- La sangre de Nostradamus (1962) - Dr. Camarena (no acreditado)
- Dos gallos y dos gallinas (1963)
- Santo contra el cerebro diabólico (1963) - Carlos
- Sangre en la barranca (1963)
- Qué bonito es querer (1963)
- El beso de ultratumba (1963) - Doctor Mariscal
- El hombre de papel (1963) - (no acreditado)
- México de mis recuerdos (1963) - Mayordomo
- Herencia maldita (1963) - Esbirro de Carlos
- Las bravuconas (1963)
- Un tipo a todo dar (1963) - Julio
- Torero por un día (1963)
- El río de las ánimas (1964) - El tuerto
- Furia en el Edén (1964)
- Frente al destino (1964)
- El espadachín (1964)
- Las luchadoras contra la momia (1964) - Dependiente de hotel (no acreditado)
- El gallo de oro (1964) - Don Perfecto (no acreditado)
- La edad de piedra (1964) - Espía
- El último cartucho (1965)
- El pueblo fantasma (1965) - Alejo, comisario
- Las lobas del ring (1965) - Empleado de arena (no acreditado)
- Rio Hondo (1965) - (no acreditado)
- El rescate (1965)
- La conquista de El Dorado (1965)
- Mar sangriento (1965)
- Amor de adolescente (1965) - Vendedor de fotos
- Alma llanera (1965)
- Santo vs. el estrangulador (1965) - Policía encubierto
- Los reyes del volante (1965) - (no acreditado)
- Viento negro (1965) - Tata Lupe
- La Valentina (1966) - Revolucionario en el cementerio (no acreditado)
- Tierra de violencia (1966)
- Santo vs. el espectro del estrangulador (1966)
- Duelo de pistoleros (1966)
- Los Sánchez deben morir (1966) - Cantinero
- Pacto de sangre (1966)
- Tiempo de morir (1966) - Barber
- Alazán y enamorado (1966) - Señor juez
- Cargamento prohibido (1966) - Don Pablo (no acreditado)
- Juan Pistolas (1966)
- El indomable (1966) - (no acreditado)
- La cigüeña distraída (1966) - Policía (no acreditado)
- Los perversos (1967) - Tío de Tony (no acreditado)
- Crisol (1967)
- La leyenda del bandido (1967) - Pancho
- Alma Grande en el desierto (1967)
- Nuestros buenos vecinos de Yucatán (1967) - Doctor
- El silencioso (1967) - Cantinero
- Mujeres, mujeres, mujeres (1967) - (segmento "Amor y yoga")
- Operación 67' (1967) - Police detective
- El escapulario (1968) - Gendarme
- Bajo el imperio del hampa (1968)
- Lucio Vázquez (1968) - Campesino en charreada (no acreditado)
- La noche del halcón (1968) - Camilo
- La endemoniada (1968) - Doctor
- Blue Demon destructor de espías (1968) - (no acreditado)
- Valentín de la Sierra (1968) - Sargento Paredes (no acreditado)
- Los asesinos (1968) - Hombre asesinado
- El caballo Bayo (1969)
- La horripilante bestia humana (1969) - Doctor (no acreditado)
- No juzgarás a tus padres (1969)
- Los recuerdos del porvenir (1969) - Félix
- El libro de piedra (1969) - Bruno
- Una noche bajo la tormenta (1969)
- El ojo de vidrio (1969) - Catalino Zúñiga
- Mujeres de medianoche (1969) - Cura de pueblo (no acreditado)
- Cazadores de espías (1969)
- Los siete proscritos (1969) - Jugador
- El último pistolero (1969)
- Estafa de amor (1970) - Germán
- La captura de Gabino Barrera (1970)
- Su precio... unos dólares (1970)
- La rebelion de las hijas (1970)
- La venganza de Gabino Barrera (1971)
- Para servir a usted (1971) - Grajales
- Jesús, nuestro Señor (1971) - (no acreditado)
- Siete Evas para un Adán (1971) - Juez
- La casa del farol rojo (1971) - Agente de policía (no acreditado)
- Los Beverly de Peralvillo (1971) - El Tuerto (no acreditado)
- El negocio del odio (1972)
- Tacos al carbón (1972) - Jefe de taller mecánico (no acreditado)
- Tonta tonta pero no tanto (1972) - Tata Cruz
- ¡Qué familia tan cotorra! (1973) - Cliente de restaurante (no acreditado)
- Las cautivas (1973)
- La montaña sagrada (1973) - Vagabundo (no acreditado)
- Diamantes, oro, y amor (1973) - Señor juez
- Capulina contra las momias (1973) - El muerto
- Uno y medio contra el mundo (1973)
- Pobre, pero honrada (1973) - Publicista (no acreditado)
- El primer amor (1974)
- La muerte de Pancho Villa (1974)
- Los leones del ring contra la Cosa Nostra (1974) - (no acreditado)
- Rapiña (1975) - Papá de Porfidio
- El albañil (1975) - Velador (no acreditado)
- De todos modos Juan te llamas (1976)
- Alucarda, la hija de las tinieblas (1977) - Conductor de carro
- Cuartelazo (1977) - Jesús Fernández, boticario (papel final en películas)